# Rajon Swjatoschyn
Der Rajon Swjatoschyn (ukrainisch Святошинський район Swjatoschynskyj raion; russisch Святошинский район Swjatoschinski rajon) ist einer von zehn Verwaltungsbezirken (Rajone) der Stadt Kiew, der Hauptstadt der Ukraine.
Der Rajon Swjatoschyn liegt im Westen der Stadt auf der rechten Seite des Dnepr und wurde im Jahr 2001 gegründet. Der Rajon hat 342.271 Einwohner (2020) und eine Fläche von etwa 103 km². Die Bevölkerungsdichte im Rajon beträgt 3.323 Einwohner je km².
Innerhalb des Rajon liegt die Siedlung städtischen Typs Kozjubynske, eine Enklave der benachbarten Stadtgemeinde von Irpin.
Im Rajon liegt unter anderem der wissenschaftlich-technische Komplex für Luftfahrt O. K. Antonow.

## Bevölkerungsentwicklung
| 2001    | 2008    | 2016    | 2020    |
| ------- | ------- | ------- | ------- |
| 315.410 | 327.970 | 340.672 | 342.271 |

Quellen: 2001–2008: 
2016: 
2020: 